# JS Izumo (DDH-183)
JDS Izumo (DDH-183) là một tàu sân bay trực thăng (chính thức phân loại của Nhật Bản là một tàu khu trục máy bay trực thăng) và chiếc đầu tiên trong lớp tàu khu trục Izumo của Lực lượng Tự vệ Biển Nhật Bản. Đây là chiếc tàu chiến thứ hai được đặt tên theo tỉnh Izumo, với con tàu trước đó là tàu tuần dương bọc thép Izumo (1898).
Với khả năng có thể mang tối đa 28 trực thăng các loại và triển khai cùng lúc 9 trực thăng trên boong, Izumo sở hữu năng lực chống ngầm và cảnh báo sớm mạnh mẽ. Trong trường hợp cần thiết, nó có thể trở thành một trung tâm chỉ huy và ứng phó thảm họa nhân đạo. Các nhà phê bình bao gồm cả phía Trung Quốc cho rằng nó có thể được sửa đổi để được sử dụng như một tàu sân bay thông thường. Do hạn chế hiến pháp, lực lượng quân sự của Nhật Bản bị cấm sở hữu vũ khí tấn công.
Con tàu được hạ thủy vào ngày 27 tháng 1 năm 2012 và ra mắt vào ngày 06 tháng 8 năm 2013. Đây là tàu hải quân lớn nhất Nhật Bản kể từ đệ nhị thế chiến.